# Шатрово (Зеленоградский район)
Шатрово — посёлок в Калининградской области России.
В рамках административно-территориального устройства входит в Зеленоградский район, в рамках организации местного самоуправления включается в состав Зеленоградского муниципального округа.

## Название
До 1946 года назывался Weidehnen.

## География
Находится в западной части Калининградской области, в зоне хвойно-широколиственных лесов, на строящейся автомагистрали «Приморское кольцо», на расстоянии примерно 29 километров  (по прямой) к западу от города от Калининграда.

### Климат
Климат характеризуется как переходный от морского к умеренно континентальному. Среднегодовая температура воздуха — 7 °C. Средняя температура воздуха самого холодного месяца (января) — −2,3 °C; самого тёплого месяца (июля) — 17 °C. Безморозный период длится в среднем 185—190 дней. Годовое количество атмосферных осадков — 750—800 мм, из которых большая часть выпадает в тёплый период.

## История
Основан в 1381 году.

### Административно-территориальная принадлежность
- 1723—1818 г. — Департамент Восточной Пруссии, Королевство Пруссия
- 1818—1939 г. — Рыболовское графство, район Кёнигсберга
- 1939—1945 г. — Земландское графство, район Кёнигсберга
- 1945—1946 г. — Восточная Пруссия, СССР
- 1946—1946 г. — Северный район, СССР
- С 1947 года — Шатровский сельсовет, Зеленоградский район

До 2005 года входил в Грачевский сельский округ.
В период с 2005 по 2015 годы Шатрово входил в состав Красноторовского сельского поселения Зеленоградского района, с 2015 по 2022 годы — в состав Зеленоградского городского округа.

## Население
| 2002 | 2010 |
| ---- | ---- |
| 35   | ↗45  |

### Историческая численность населения
В 1910 году здесь было 160 зарегистрированных жителей.

### Национальный и гендерный состав
Согласно результатам переписи 2002 года, в национальной структуре населения русские составляли 86 % из 35 жителей, из них 16 мужчин, 19 женщин.

## Достопримечательности, памятные места
Музей быта жителей бывшей Восточной Пруссии Вайденен.

## Транспорт
Остановка общественного транспорта «Шатрово».